# Língua ianan
Ianan ou ninam é uma língua da família linguística ianomâmi. É falada pelos ianans na Venezuela e no Brasil.

## Dialetos
Os dialetos Ninam são:
- vários dialetos na Venezuela
- Norte (Xiriana; Ericó, Saúba) (no Roraima, Brasil)
- Sul (Mucajaí) (no Roraima, Brasil)
- Central (Uraricoera) (no Roraima, Brasil)